# Рам Прасад Бісміл
Рам Прасад Бісміл  (урду رام پرساد بسمل, pronunciationⓘ, 11 червня 1897, Шахджаханпур, Північно-Західні провінції, Британська Індія — 19 грудня 1927, Горакхпур, Об'єднані провінції Аґри і Ауда, Британська Індія) — індійський активіст, поет і письменник мовами хінді і урду. Учасник руху за незалежність Індії від Британської імперії. Був одним з засновників Індійського Соціалістичного Республіканського Союзу.
Друкувався під псевдонімами Рам (Ram), Аджат (Agyat) і Бісміл (Bismil), але став відомим лише під останнім псевдонімом.

## Біографія
Рам Прасад Бісміл народився 11 червня 1897 року у Шахджаханпурі у Північно-Західній провінції Британської Індії. Вдома він засвоїв хінді від батька, також вивчав мову урду у мавлаві. В школі він навчався англійською мовою. Його батько був респектабельною і заможною людиною. Великий вплив на становлення його релігійних і патріотичних почуттів здійснило вивчення творів Даянанда Сарасваті.
Був одним із засновників Індійського Соціалістичного Республіканського Союзу.
Організації були потрібні кошти. Було прийнято рішення напасти на потяг, на якому перевозили гроші державної скарбниці. У розробці плану безпосередню участь взяв Рам Прасад Бісміл. 9 серпня 1925 року десятеро молодих чоловіків, серед яких був і Бісміл, озброєні лише чотирма маузерами, зупинили пасажирський потяг між станціями Какорі і Лакнау. У охорони потягу та деяких пасажирів була зброя, однак перестрілки не було. Втім, від випадкового пострілу було вбито одного пасажира. Нападники зламали сейф в вагоні, в якому перевозилися гроші, забрали гроші і втекли. Поліції з часом вдалося заарештувати нападників. За вироком суду четверо з них, в тому числі і Бісміл, були присуджені до смертної кари, інші отримали строки від чотирьох до чотирнадцяти років. Вирок стосовно Рама Прасада Бісміла було виконано у в'язниці міста Горакхпур 19 грудня 1927 року. Коли Бісміла спитали, яким буде його останнє бажання, він відповів: «Я бажаю побачити британське панування викорененим».

## Творчість
Його поеми, присвячені самопожертві і батьківщині, відразу зробили його популярним. Говорять, що коли три відомих індійських активісти Бахагат Сінгх, Сукхдев Тхапар, Шіварам Райгуру (тепер вони символи індійських соціалістів і комуністів) у 1931 році йшли на ешафот, вони читали вірши Бісміла.

## Виноски
1. 1 2  Bibliothèque nationale de France BNF: платформа відкритих даних — 2011.
2. 1 2 3   K. C. Kanda. Masterpieces of Patriotic Urdu Poetry: Text, Translation, and Transliteration. — Sterling Publishers Pvt. Ltd., 2005. P. 107. ISBN 978 81 207 2893 6 (англ.)
3. ↑   Bhawan Singh Rana. Chandra Shekhar Azad (An Immortal Revolutionary of India). — New Dehly, Diamond Pocket Books (P) Ltd., 2004. P. 43 — 48. (англ.) ISBN 81-288-0816-8